# 지니 마이
지니 마이(Jeannie Mai, 1979년 12월 4일 ~ )는 미국의 분장사이다.